# تارکند
تارکند (به لاتین: Torkent) یک روستا در قرقیزستان است که در استان جلال‌آباد واقع شده‌است.
پسوند کند در اسامی شهرهای خراسان و ماوراءالنهر زیاد دیده می‌شود. ریشه آن از پارسی باستانی «کنتا»، سغدی «کنت» بمعنی دژ یا شهر است : 
تاشکند (ازبکستان) 
سمرقند(ازبکستان)
خوقند(ازبکستان) 
یارکند(اویغورستان، سین‌کیانگ چین) 
چیمکند (قزاقستان)
تارکند (قرقیزستان)
اوزکند (قرقیزستان)
پنجکند(تاجیکستان) 
خجند (تاجیکستان)
بیرجند (ایران)
قصرقند (ایران)

## خصوصیات
تارکند   ۱٬۸۵۶ متر بالاتر از سطح دریا واقع شده‌است.